# Tcsh
tcsh (发音为/tiːˈsiːʃɛl/ tee-SEE-shel, /ˈtiːʃɛl/ TEE-shel, 是一个向下兼容c shell的Unix shell。它本质上是为c shell增加命令补完，命令编辑等其他功能。
曾经作为FreeBSD和其延伸发行版的默认shell。

## 历史
tcsh中的“t”来自操作系统TENEX的“T”，1975年9月起，卡内基梅隆大学的Ken Greer受到TENEX的启发开始编写代码，最终于1981年12月将其合并到C shell 中。
仙童人工智能实验室的Mike Ellis于1983年9月添加了完善命令。1983年10月3日，Greer将源代码发布到net.sources新闻组。

## 引用
1. ↑  .   [31 October 2013]. （原始内容存档于14 April 2012）.
2. ↑  . groups.google.com.   [2022-12-20]. （原始内容存档于2022-12-20）.

## 链接
- tcsh Home Page*（页面存档备份，存于）
- Archive for the O'Reilly book "Using csh and tcsh"（页面存档备份，存于）